# Burg Wildenburg (Wildenburger Land)
Die Burg Wildenburg ist ein kleineres Burggebäude im Wildenburger Land im nördlichen Teil des Landkreises Altenkirchen bei Friesenhagen oberhalb der im Tal gelegenen kleinen Burgsiedlung Wildenburg an der Straße, die Friesenhagen über Wildenburg mit dem ehemaligen Bahnhof gleichen Namens an der stillgelegten und mittlerweile abgebauten Bahnstrecke Finnentrop–Freudenberg verbindet.

## Geschichte
Der Begriff „Wildenburger Land“ wird seit Anfang des 15. Jahrhunderts in den Heimat- und Geschichtsbüchern erwähnt. Eigentümer dieser Herrschaft war damals Gerhard von Wildenburg. Der Besitz wurde vom Schloss Wildenburg aus, das heute allerdings „Burg Wildenburg“ genannt wird, verwaltet.
Die Wildenburg ist der Stammsitz der Herren von Wildenburg, die im frühen 13. Jahrhundert als Herren von Aremberg Vögte des Werdener Besitzes in jener Gegend waren. Sie bauten sich die Burg, nach der sie sich 1239 nannten. Der letzte Herr der Wildenburg, Hermann von Wildenburg, starb im Jahr 1418. Seine Neffen, die Söhne seiner Schwester Jutta, die seit 1387 mit Johann von Hatzfeldt vermählt war, traten den Besitz der Wildenburg als Erben an. Seither ist die Familie von Hatzfeldt im Besitz der Burg. 1806 fiel das Wildenburger Land an das Großherzogtum Berg, 1815 an Preußen und 1946 an Rheinland-Pfalz. Von 1808 bis 1815 war die Wildenburg Sitz einer Kantonsverwaltung im Département Sieg, bevor sie Mitte des 19. Jahrhunderts aufgegeben wurde und verfiel.

## Beschreibung

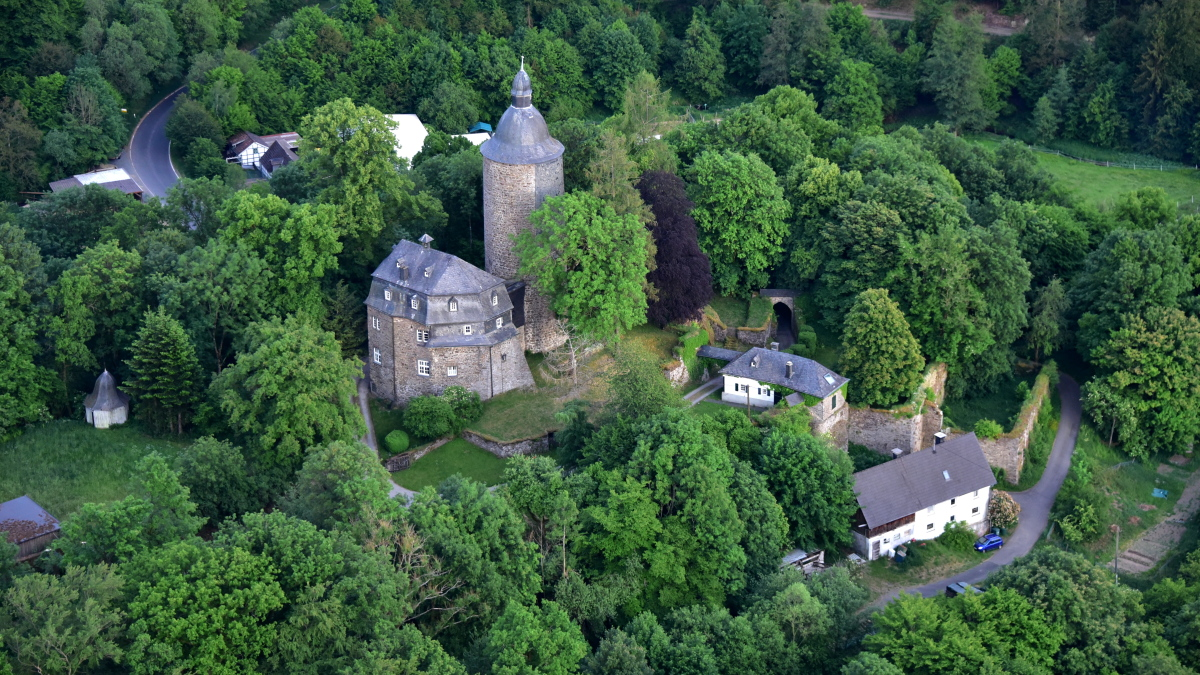
Burg Wildenburg (2020)

Die um 1830 noch erhaltene und bewohnte Anlage wurde im späteren 19. Jahrhundert als Steinbruch benutzt, weshalb sie heute größtenteils Ruine ist. Die Höhenburg steht auf einem nach drei Seiten steil abfallenden Bergsporn; sie beherrschte so die hier vorbeiführende, im Jahr 1048 Hileweg genannte, spätere Bergische Eisenstraße. Erhalten haben sich außer Mauerzügen der mehr als 20 Meter hohe und runde Bergfried, der eine Barockhaube besitzt und teilweise verschiefert ist und Gebäudereste aus der Zeit des 14. bis 18. Jahrhunderts sowie eine polygonale Bastion des 15./16. Jahrhunderts, die 1757 und 1932/33 ausgebaut wurde.
Es kann nur die Vorburg zu jeder Zeit besichtigt werden. Die Gebäude, in denen die v.Hatzfeldtsche Försterei untergebracht sind, befindet sich in Privatbesitz.